# Otto Bahr Halvorsen
Otto Bahr Halvorsen (28 de mayo de 1872-23 de mayo de 1923) fue un político noruego del Høyre (Partido Conservador). Fue primer ministro de Noruega de 1920 a 1921 y nuevamente en 1923, falleciendo en el cargo.
Halvorsen nació en Christiania (actual Oslo, Noruega), sus padres fueron Otto Hellen Halvorsen (1840-1921) y Karine Christine Christiansen (1847-1927). Asistió a la Escuela de la Catedral de Oslo, donde completó su examen artium en 1890. Como abogado licenciado, en 1904 abrió un bufete de abogados en Christiania.
Halvorsen fue miembro del Storting por Christiania, representando al Partido Conservador de 1913 a 1923. Pasó a ser primer ministro en 1920, mientras también ejercía como ministro de Justicia. También llegó a ocupar ambos cargos en mayo de 1923. Entre estos periodos, Halvorsen fue presidente y líder del Høyre en el Storting.
| Predecesor: Gunnar Knudsen Otto Blehr | Primer ministro de Noruega 1920 - 1921 1923 | Sucesor: Otto Blehr Abraham Berge |